# Gulf Air
Gulf Air (in lingua araba: طيران الخليج) è la più importante compagnia aerea di bandiera del Regno del Bahrein, ha come hub l'Aeroporto Internazionale del Bahrein di Manama e la sede a Muharraq, la terza città principale del Bahrain.
Gulf Air è membro della Arab Air Carriers Organization (Organizzazione Araba dei Trasporti Aerei).

## Storia

### Gulf Aviation: 1949-1973
Alla fine degli anni quaranta, Freddie Bosworth, un pilota e imprenditore britannico, iniziò un servizio di aerotaxi per Doha e Dhahran dal Bahrein. Bosworth in seguito ampliò il servizio e, il 24 marzo 1950, registrò Gulf Aviation Company Limited come società azionaria privata. Ciò rende la sua attuale compagnia operativa, Gulf Air, uno dei vettori più antichi del Medio Oriente. La prima flotta conteneva sette Avro Anson e tre biplani a quattro motori D.86B.
Nell'ottobre 1951, British Overseas Airways Corporation (BOAC) divenne un importante azionista nell'aviazione di Gulf Aviation, detenendo una partecipazione del 22% attraverso la società controllata BOAC Associated Companies.

### Proprietà multinazionale: 1970-1980
Nel 1973 i governi dell'emirato (ora regno) del Bahrein, lo stato del Qatar, l'emirato di Abu Dhabi e il Sultanato dell'Oman accettarono di acquistare le quote allora appartenenti alle BOAC Associated Companies. Il trattato è stato firmato il 1º gennaio 1974 e ha dato a ciascun governo una partecipazione del 25% in Gulf Aviation, che è diventata una holding. La compagnia operativa era ora marchiata come Gulf Air e divenne la vettore di bandiera per i quattro stati.
Con alcuni Lockheed L-1011 Tristar e Boeing 737 in leasing, nel 1976 Gulf Air ha ampliato la sua rete di rotta per includere Amman, Amsterdam, Atene, Baghdad, Bombay, Bangkok, Beirut, Cairo, Colombo, Delhi, Dhaka, Hong Kong, Jeddah, Karachi, Khartum, Larnaca, Manila, Parigi, Ras al-Khaimah e Sana'a. La flotta comprendeva quattro Vickers VC10, tre BAC One-Eleven, due Lockheed L-1011-200 Tristar e cinque Boeing 737-200. Nel 1978, la compagnia aerea raddoppiò la flotta dei Tristar per sostituire i VC10, aumentando anche a nove il numero dei Boeing 737.

### Espansione: 1980-1992

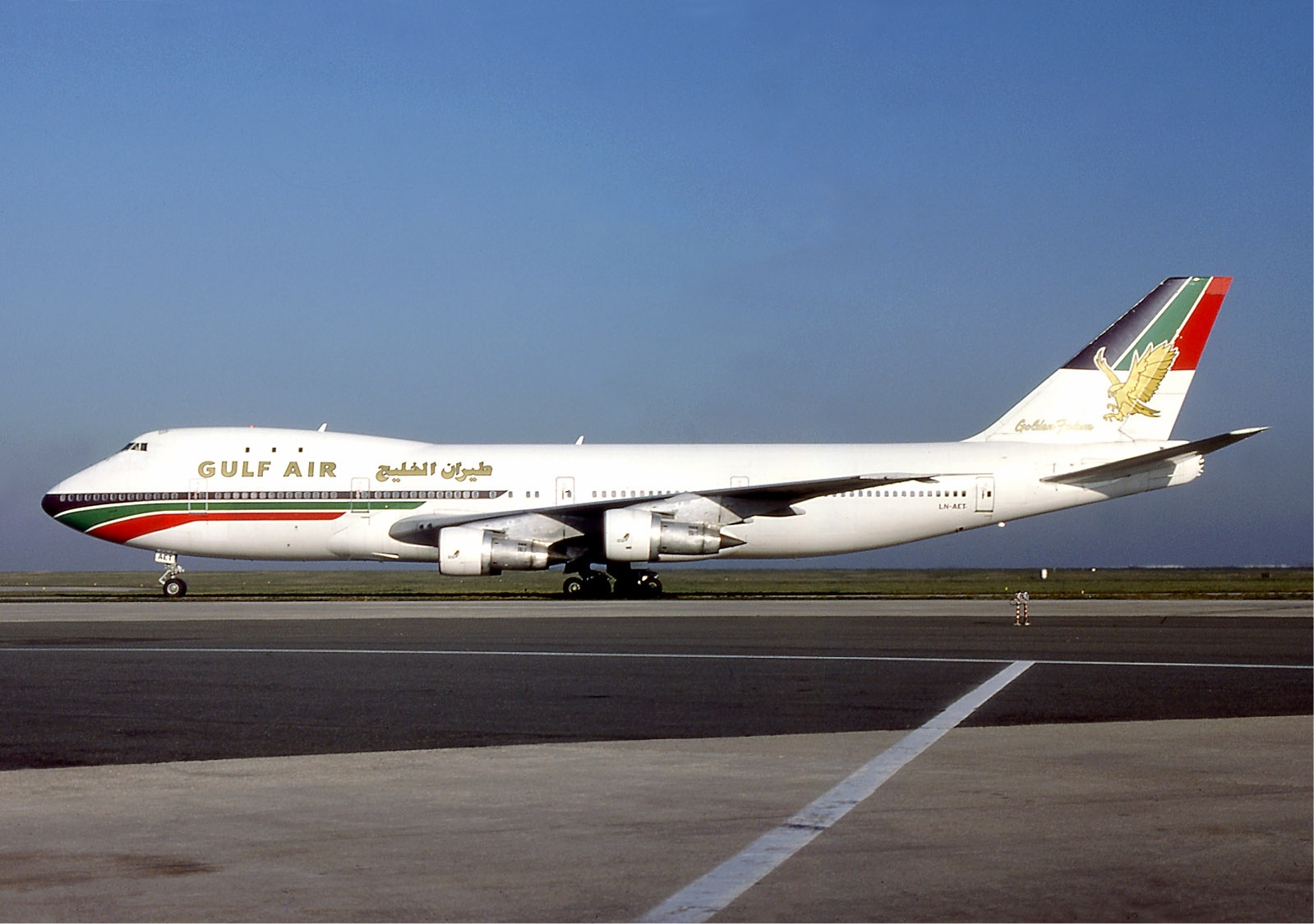
Un Boeing 747-200 nel 1986.

Gli anni ottanta hanno visto un aumento dei viaggi aerei e della crescita per Gulf Air. Nel 1981 è diventata membro della IATA e l'anno seguente è stata la prima compagnia aerea internazionale a sbarcare a Riad. Nel 1985 iniziò a operare Emirates, il vettore nazionale startup di Dubai. Durante il primo anno di operazioni, i profitti di Gulf Air sono diminuiti del 30%, spingendo la compagnia aerea a far cadere i suoi piani di privatizzazione. Nel 1986, Gulf Air ha registrato una forte perdita.
Nel 1988 si unirono alla flotta i Boeing 767 e la compagnia aerea lanciò servizi verso Francoforte, Istanbul, Damasco, Dar es Salaam, Fujairah e Nairobi e riprese quelli per Shiraz e Baghdad.
La livrea originale di Gulf Air consisteva in una fusoliera bianca con tre strisce: marrone, verde e rosso con un falco dorato sulla coda a tre strisce. Questa livrea è stata utilizzata nei seguenti aerei: Lockheed L1011-200 Tristar (1976), Boeing 737-200 (1977), Boeing 767-300ER (1988), Airbus A320-200 (1992), Airbus A340-300 (1994) e Airbus A330-200 (1999).
Gulf Air ha celebrato il suo 40º anniversario nel 1990. È stata introdotta un'uniforme progettata da Balenciaga color azzurro e pesca. Sono stati lanciati servizi per Singapore, Sydney e Thiruvananthapuram, diventando così la prima compagnia aerea araba a volare in Australia. Lo stesso è avvenuto nel 1992 verso Johannesburg e Melbourne. Nel 1993 ha aperto un centro di addestramento con simulatori di volo in Qatar e ha introdotto i servizi per Casablanca, Entebbe, Jakarta, Kilimanjaro, Madras, Roma, San'a ', Zanzibar e Zurigo.

### Nuova livrea e nuove destinazioni: 1993-2005
Nel maggio 1994, Gulf Air ha ricevuto il suo primo Airbus A340-300. Il vettore ha usato questo tipo di aeromobile per iniziare i voli per gli Stati Uniti due mesi dopo; Questi operavano senza scalo dal Bahrain, Abu Dhabi e Doha verso New York City. Houston si unì poi inoltre alla rete. Tuttavia, all'inizio del 1997 la società annunciò che avrebbe interrotto i suoi voli in America.
Nel 1998 è stata istituita una politica "senza fumo" sui voli per Singapore e l'Australia, che è stata successivamente estesa a tutta la sua rete. Nel 1999, Gulf Air ha lanciato tre nuove rotte nel nord del Pakistan: Islamabad, Lahore e Peshawar e ha preso in consegna due Airbus A330-200 su sei. Il sito web di Gulf Air è stato aperto nel gennaio 1997.
Nel 2000, la compagnia aerea ha celebrato il suo 50º anniversario. A giugno ha preso la consegna del restante Airbus A330-200 e ha lanciato i servizi per Milano.
Più tardi, nell'agosto 2000, uno degli Airbus A320 operante il volo 072 è andato perso in un incidente mortale che ha provocato 143 vittime.
Nel maggio 2002, James Hogan è diventato presidente e CEO di Gulf Air e ha iniziato un programma di ristrutturazione e inversione in risposta a un drastico calo degli utili e in aumento del debito. Il 1º agosto 2002, il Qatar ha annunciato le sue intenzioni di ritirarsi da Gulf Air per concentrarsi sulla propria compagnia aerea nazionale, Qatar Airways; ciò è avvenuto dopo sei mesi.
Nel 2003, Gulf Air ha introdotto una nuova livrea oro e blu progettata dai soci di Landor e, a giugno, ha fondato Gulf Traveller, una compagnia aerea a basso costo. Ha annunciato anche un accordo di sponsorizzazione per il Gran Premio del Bahrain fino al 2010, creando il Gran Premio del Bahrain Gulfair, di cui il primo è stato organizzato nel 2004.
Nel 2004, Gulf Air ha introdotto voli diretti tra Dubai/Mascate e Londra, e un servizio quotidiano tra Abu Dhabi e Ras Al Khaimah. La compagnia ha trasportato 7,5 milioni di passeggeri durante quell'anno. La sponsorizzazione di Gulf Air del Grand Prix di Formula 1 del Bahrain è andata avanti, con una folla da record e un pubblico televisivo globale. La compagnia aerea ha annunciato un ritorno al profitto, con la migliore performance finanziaria dal 1997. Nonostante costi di 30 milioni di dinari (80 milioni di USD) a causa anche del prezzo del carburante, Gulf Air ha registrato un profitto di 1,5 milioni di dinari (4,0 milioni di USD). Con questi risultati, Gulf Air ha superato gli obiettivi stabiliti nell'ambito di Project Falcon, il piano di ristrutturazione triennale approvato dal consiglio di amministrazione nel dicembre 2002.
Gli stati proprietari di Gulf Air in quel momento - il Regno del Bahrain, l'emirato di Abu Dhabi e il Sultanato dell'Oman - hanno confermato il loro sostegno per un'ulteriore espansione della compagnia aerea attraverso un nuovo piano strategico di tre anni che avrebbe incluso il rinnovamento della flotta di aeromobili e ricapitalizzazione dell'azienda attraverso finanziamenti dal settore privato.

### Proprietà del Bahrein: 2006-2009

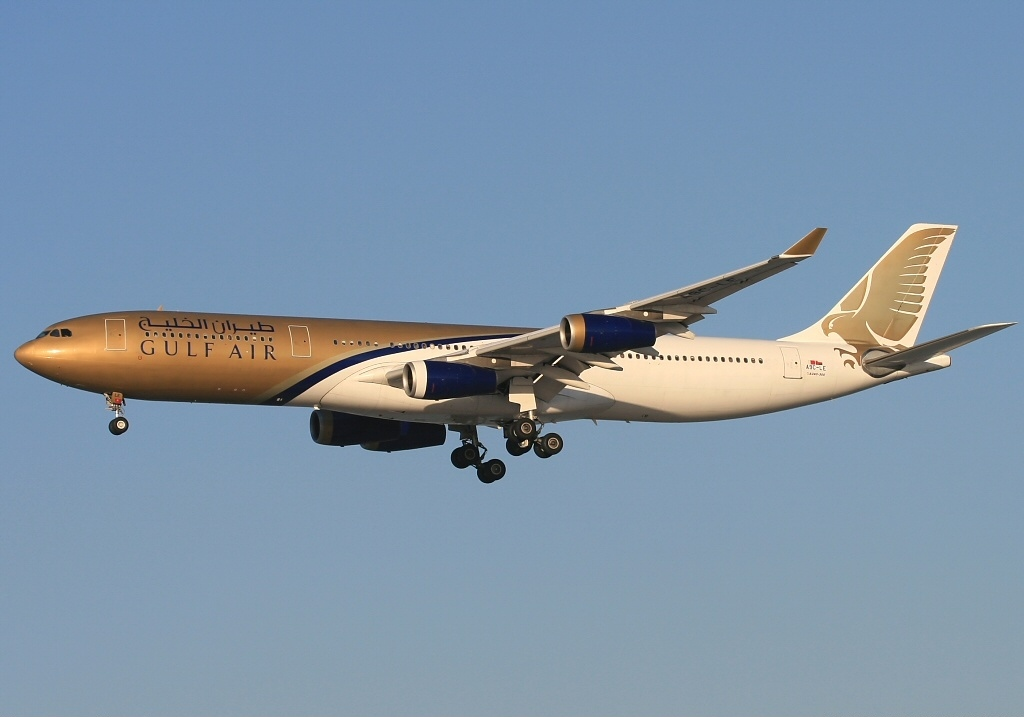
Un Airbus A340-300 nel 2007.

Il nuovo programma partito il 28 aprile 2006 ha visto il ritiro completo da Abu Dhabi come hub, a seguito della decisione del 13 settembre 2005 da parte dell'emirato di Abu Dhabi di ritirarsi da Gulf Air per finanziare Etihad Airways, la propria compagnia di bandiera. Gulf Air ha cambiato le sue operazioni basate ora su un doppio hub tra gli aeroporti del Bahrain e Mascate. La compagnia aerea ha pubblicato una serie di pubblicità sui giornali locali, ringraziando Abu Dhabi per il suo contributo a Gulf Air.
James Hogan si è dimesso da presidente e amministratore delegato il 1º ottobre 2006 (successivamente diventando CEO presso la compagnia aerea rivale Etihad). Ahmed Al Hammadi è stato nominato Amministratore delegato ad interim, fino a quando André Dosé, ex amministratore delegato di Crossir e Swiss International Air Lines, è divenuto CEO il 1º aprile 2007. Alcuni giorni dopo, Dosé ha annunciato un piano di ristrutturazione da 310 milioni di dinari (825 milioni di dollari USA). Ciò includeva che tutti i voli avessero origine e terminassero in Bahrein; la cessazione delle rotte per Johannesburg, Dublino, Giacarta, Singapore, Hong Kong e Sydney; l'eliminazione di tutti i Boeing 767 e Airbus A340-300 dalla flotta; presentazione dell'Airbus A321 nel luglio 2007 e dell'Airbus A330-300 nel 2009; e la possibilità di licenziare il personale basandosi sulle performance e non dalla nazionalità. Ciò ha portato alcuni dipendenti a cercare lavoro presso altre compagnie aeree e, in meno di un mese, Gulf Air ha perso 500 persone dalla sua forza lavoro, spingendo la compagnia aerea a escludere i licenziamenti di massa come parte del suo piano di recupero.

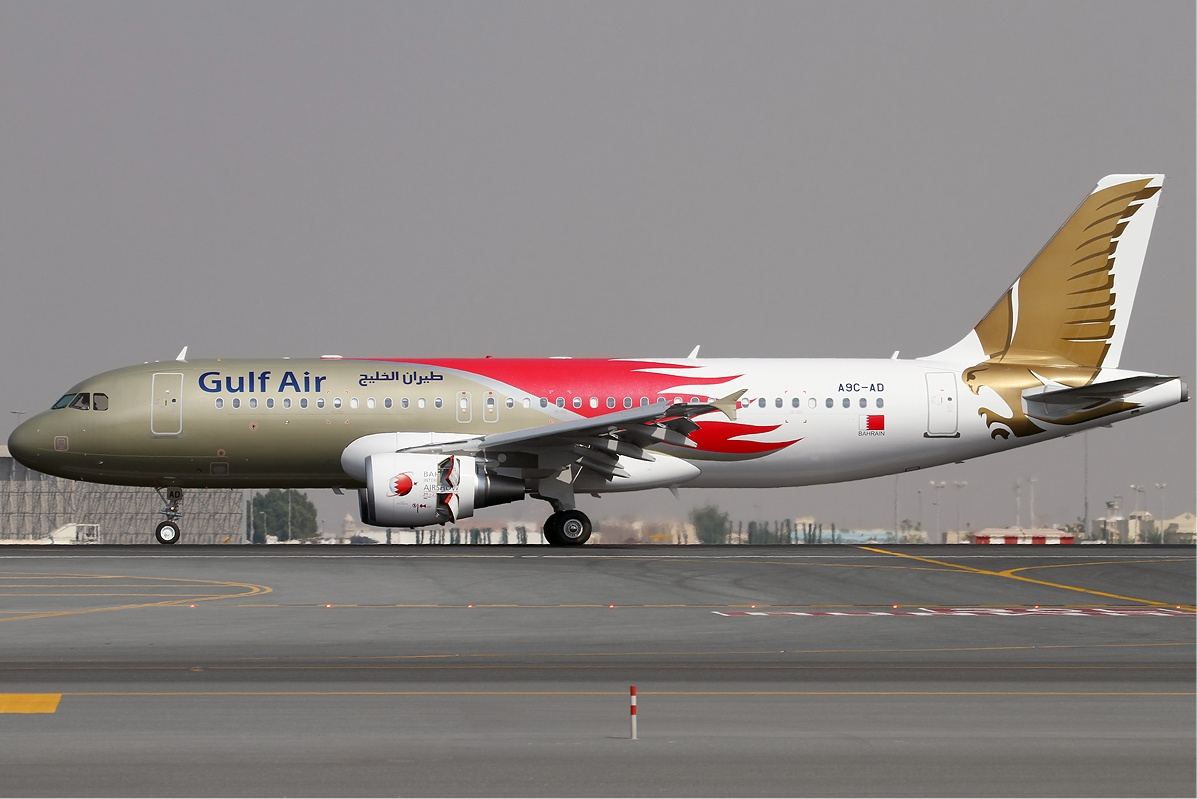
Un Airbus A320-200 di Gulf Air nella livrea Bahrain Air Show.

Il 5 maggio 2007, il governo del Bahrein ha rivendicato la piena proprietà della compagnia aerea a seguito di una straordinaria riunione generale, poiché l'Oman, l'altro proprietario, si era ritirato per concentrarsi sullo sviluppo di Oman Air. Gulf Air ha annunciato tagli al 25% della sua forza lavoro o circa 1.500 posti come parte di un programma di ristrutturazione di 2 anni per fermare perdite di un milione di dinari al giorno. André Dosé si è dimesso il 23 luglio 2007 ed è stato sostituito da Bjorn NAF, spingendo il governo del Bahrein a chiedere ulteriore trasparenza nella gestione della compagnia aerea e delegare il comitato per gli affari finanziari ed economici del Parlamento a indagare sulla situazione della compagnia.
La compagnia aerea ha inaugurato i servizi all'aeroporto di Shanghai-Pudong il 16 giugno 2008 (la tratta è stata poi chiusa il 25 dicembre 2009). Ha effettuato ordini con Boeing (per 16 787) e Airbus (per 15 A320 e 20 A330) per aggiornare la sua flotta. L'ultimo volo dei suoi Boeing 767 è avvenuto il 29 maggio 2008. Il 3 luglio 2008 , Gulf Air è stata annunciata come sponsor ufficiale del Queens Park Rangers Football Club. Lo stesso anno ha firmato un contratto di locazione per cinque aeromobili con International Lease Finance Corporation (ILFC) nell'ambito della sua strategia di crescita ed espansione.
Nel marzo 2009, Gulf Air ha firmato un contratto di locazione di 42 mesi con Jet Airways per quattro Boeing 777-300ER, restituiti però quasi subito. Il 1º settembre 2009 sono ripresi i voli per Baghdad, Najaf ed Erbil.
A partire dal giugno 2009, il logo Golden Falcon di Gulf Air è stato visto per le strade di Londra, decorato sul lato dei taxi della città, come parte di due anni di marketing. Cinquanta carrozze di Hackney dovevano essere lanciate con la sua livrea per promuovere i voli della compagnia aerea da Londra Heathrow al Bahrein. Più tardi a giugno, il vettore ha annunciato la partenza del CEO Bjorn NAF e la nomina di Samer Majali (che ha lavorato in precedenza per Royal Jordanian) come CEO dal 1º agosto 2009.

### Ristrutturazione: 2010-presente
Il 1º marzo 2010, Gulf Air ha lanciato la sua nuova cabina "Falcon Gold", un'unica cabina premium che unisce la business e la prima classe insieme, volta a offrire standard di comfort più elevati. A partire da agosto 2011, i nuovi letti sono stati installati su tutti gli aeromobili ad eccezione di quelli a corto raggio.
Nel 2011, Gulf Air ha temporaneamente sospeso i voli per l'Iran, l'Iraq e il Libano durante le rivolte popolari. La compagnia aerea aveva previsto inizialmente di riprendere i servizi in Iran da novembre 2012, ma ha annullato il piano in quanto non era in grado di ricevere l'approvazione dalle autorità iraniane. I voli per l'Iran sono ripresi a marzo 2014.
Nel novembre 2012, Gulf Air ha eliminato il suo ultimo Airbus A340-300. Alla fine di novembre è stato annunciato che il consiglio di amministrazione aveva accettato le dimissioni del CEO Majali alla guida da tre anni. Nel marzo 2013, la compagnia ha annunciato di aver ridotto del 15% il personale totale come parte del suo programma di ristrutturazione. Maher Salman Al Musallam è stato CEO ad interim di Gulf Air fino a maggio 2016, quando è stato nominato ufficialmente al ruolo. Musallam si è dimesso nel giugno 2017, dopo aver ridotto i debiti della compagnia aerea dell'88%. Il 12 novembre 2017, Gulf Air ha nominato CEO l'ex amministratore delegato di Croatia Airlines Krešimir Kučko.
Al Bahrain International Airshow nel gennaio 2016, Gulf Air ha ordinato 17 A321neo e 12 A320neo con le consegne programmate a partire da giugno 2018, annullando contemporaneamente l'impegno ad acquisire sei A330-300. Inoltre, la compagnia ha annunciato un ordine per 16 Boeing 787-9, invece dei 787-8 più piccoli ordinati in precedenza. Nel giugno 2017, Gulf Air ha sospeso i suoi voli in Qatar durante la crisi diplomatica del Qatar. Nel febbraio 2018, Gulf Air ha rivelato la sua nuova livrea. Consisteva in una fusoliera completamente bianca con un falco dorato più piccolo sulla coda e con titoli "Gulf Air" blu scuro. Nel febbraio 2019, la compagnia aerea ha sospeso brevemente i voli per il Pakistan dopo che il paese ha temporaneamente chiuso lo spazio aereo a causa delle tensioni con l'India. Nel gennaio 2020, Gulf Air ha ritirato l'ultimo Airbus A330-200.

## Identità aziendale

### Proprietà e struttura
Gulf Air è di proprietà statale e l'unico azionista della compagnia aerea è la Gulf Air Group Holding Company.
Il Gulf Air Group è anche l'unico azionista della Bahrain Airport Company e Gulf Aviation Academy e detiene anche azioni in altre entità del settore dell'aviazione, tra cui Bahrain Airport Services, Bahrain Duty Free Free e Gulf Handling Company.

### Business trends
Gulf Air è sempre stata in perdita. Nel 2011, a causa in gran parte dei disordini politici nello stato del Bahrain, Gulf Air ha perso 95 milioni di BHD, e la perdita è cresciuta fino a 196 milioni di BHD nel 2012. Nel 2013 è stata presa la decisione di attuare un piano di inversione che prevedeva la riduzione della flotta della compagnia aerea, il numero di personale e il numero di destinazioni, e nel 2015 la perdita è stata di 24,1 milioni di BHD, con una riduzione dell'88% rispetto al 2012. Gli sforzi per diventare redditizi sono continuati; nel gennaio 2019, il vettore ha annunciato un "modello di business boutique" come parte dei suoi piani aziendali per il 2019.

### Sponsor
Gulf Air sponsorizza vari eventi, di cui il più prestigioso è il Gran Premio del Bahrein di Formula 1. Ha inoltre siglato, nel 2006, un partner commerciale nel campionato di calcio inglese con la squadra dei Queens Park Rangers Football Club. Sempre nel medesimo anno Gulf Air anche firmato una sponsorizzazione con la Nazionale di calcio dell'Oman.

## Servizi

### Falcon Gold
La Falcon Gold Class è la Business Class ed è presente su ogni volo operato da Gulf Air.
Sugli Airbus A320 la configurazione è 2-2, per un totale di 16 posti e uno spazio per le gambe di 45 pollici; per la versione -ER, ci sono 14 posti e 78 pollici di spazio per le gambe, intrattenimento a bordo personale e una porta USB.
Gli Airbus A320neo hanno stessa configurazione degli Airbus A320, ma con tecnologie più avanzate.

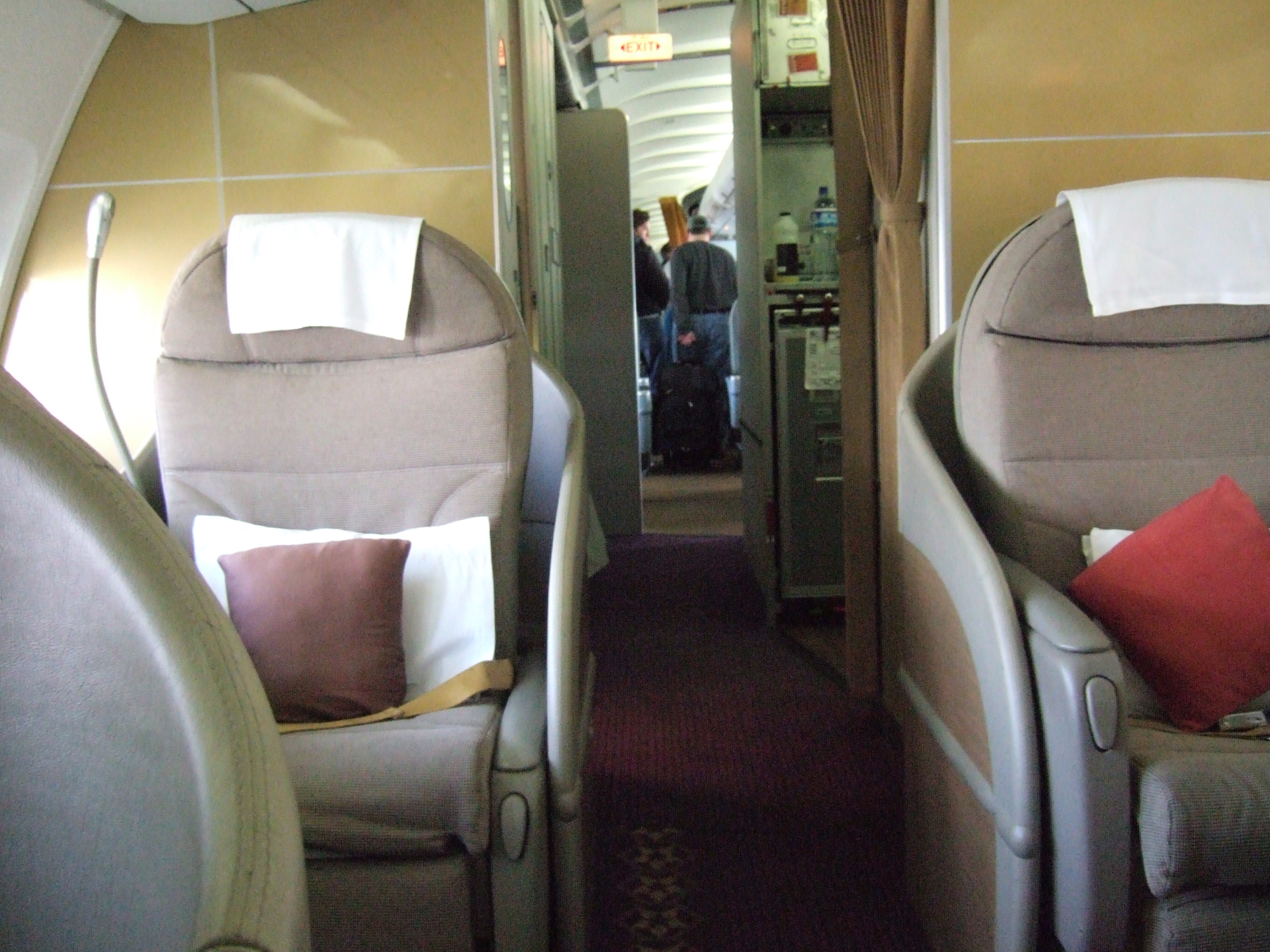
Esempio di Falcon Gold a bordo di un Airbus A330-200

Gli Airbus A330-200 avevano due varianti: la prima aveva configurazione 1-2-1, per un totale di 8 posti; la seconda invece una 2-2-2 per un totale di 30 posti. I sedili erano full flat con uno spazio per le gambe di 80 pollici in media. Su questi aeromobili era presente intrattenimento a bordo personale, una porta USB e una connessione WI-FI.
I Boeing 787-9 hanno una configurazione 2-2-2, per un totale di 26 posti, con sedili full flat e uno spazio per le gambe di 80-89 pollici. Queste open suite sono sfalsate così che ogni passeggero può accedere direttamente al corridoio. Ogni posto è dotato di intrattenimento a bordo personale, una porta USB e una connessione Wi-Fi.

### Economy Class
Sugli Airbus A320 la configurazione è 3-3, per un totale di 120 posti e uno spazio per le gambe di 32 pollici; per la versione -ER, ci sono 96 posti e 34 pollici di spazio per le gambe, intrattenimento a bordo personale e porta USB.
Gli Airbus A320neo hanno la stessa configurazione degli Airbus A320, ma con tecnologie più avanzate.
Gli Airbus A330-200 avevano due varianti, entrambe in configurazione 2-4-2, per un totale di posti rispettivamente di 247 e 184. In media lo spazio per le gambe era di circa 34 pollici. Su questi aeromobili era presente intrattenimento a bordo personale e una connessione WI-FI.
I Boeing 787-9 invece, hanno una configurazione 3-3-3, per un totale di 256 posti e uno spazio per le gambe di 32 pollici. Ogni posto è dotato di intrattenimento a bordo personale, una porta USB e una connessione Wi-Fi.

### Programma fedeltà
Nel 2003, Gulf Air ha lanciato il programma Frequent Flyer (FFP), che sostituisce il vecchio programma chiamato Frequent Flyer Falcon. Il nuovo prodotto fedeltà ha vinto quattro premi al 17° Annual Freddie Awards tenutosi a New York nello stesso anno. Questi riconoscimenti sono stati assegnati in base al gradimento di chi usufruisce delle linee Gulf Air.
- 1º posto - Miglior Premio Redenzione, programma Frequent Flyer, Europa / Medio Oriente / Africa
- 1º posto - Miglior Servizio Clienti, programma Frequent Flyer, Europa / Medio Oriente / Africa
- 1º posto - Best Award, programma Frequent Flyer, Europa / Medio Oriente / Africa
- 1º posto - Miglior sito Web, programma Frequent Flyer, Europa / Medio Oriente / Africa

## Destinazioni
Gulf Air opera in totale 50 rotte in circa 30 stati e 3 continenti, quali Africa, Asia ed Europa.
Tutte le destinazioni sono operate dall’aeroporto Internazionale del Bahrain e in soli tre aeroporti è presente la lounge della compagnia aerea: Falcon Gold Lounge.

### Accordi commerciali
La compagnia aerea ha siglato negli anni 2000 diversi partneriati commerciali con diverse aziende operanti nel suo medesimo settore per attuare una politica di minimizzazione degli sprechi nei diversi settori della produzione aziendale. Questa collaborazione collega e massimizza, inoltre, i benefici del programma fedeltà dei clienti.
Al 2022, Gulf Air ha accordi di code-share con:
- Aegean Airlines
- American Airlines
- Bangkok Airways
- EgyptAir
- Ethiopian Airlines
- Etihad Airways
- KLM Royal Dutch Airlines
- Middle East Airlines
- Oman Air
- Philippine Airlines
- Royal Jordanian
- Saudi Arabian Airlines
- SriLankan Airlines
- Thai Airways
- Turkish Airlines

## Flotta

### Flotta attuale

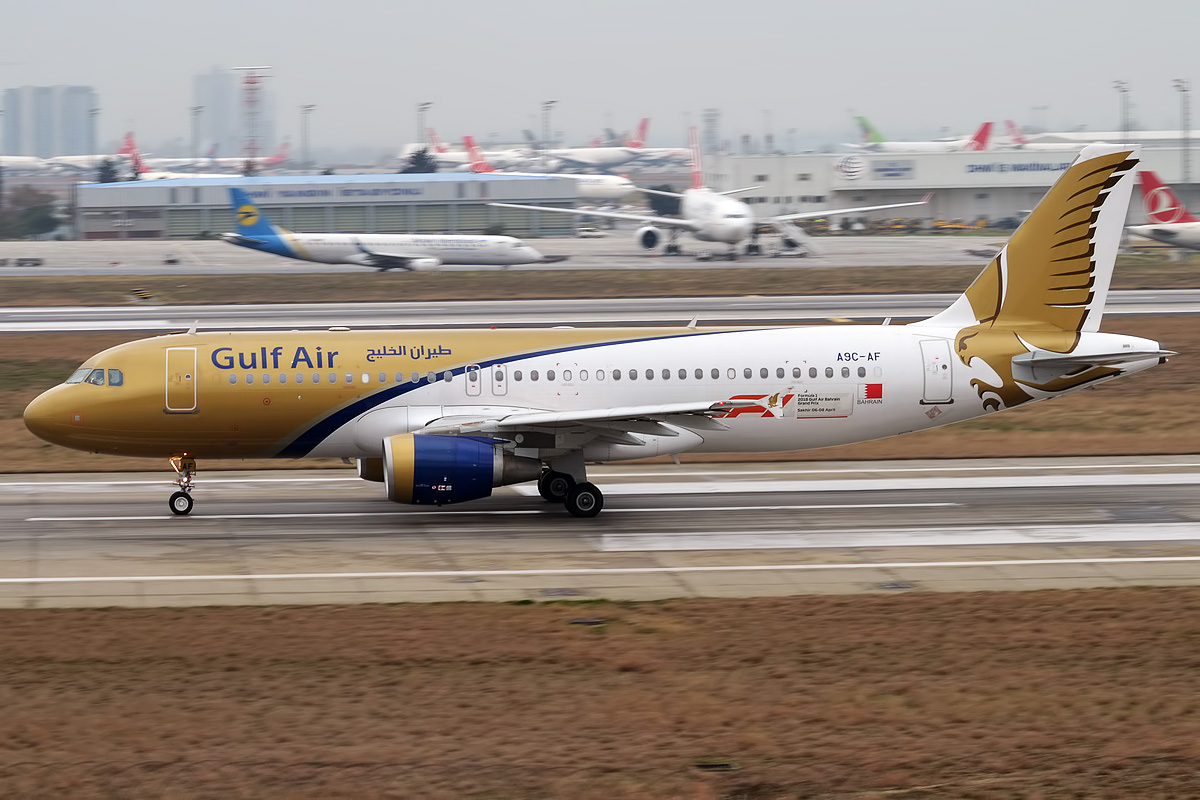
Un Airbus A320-214 nella vecchia livrea.

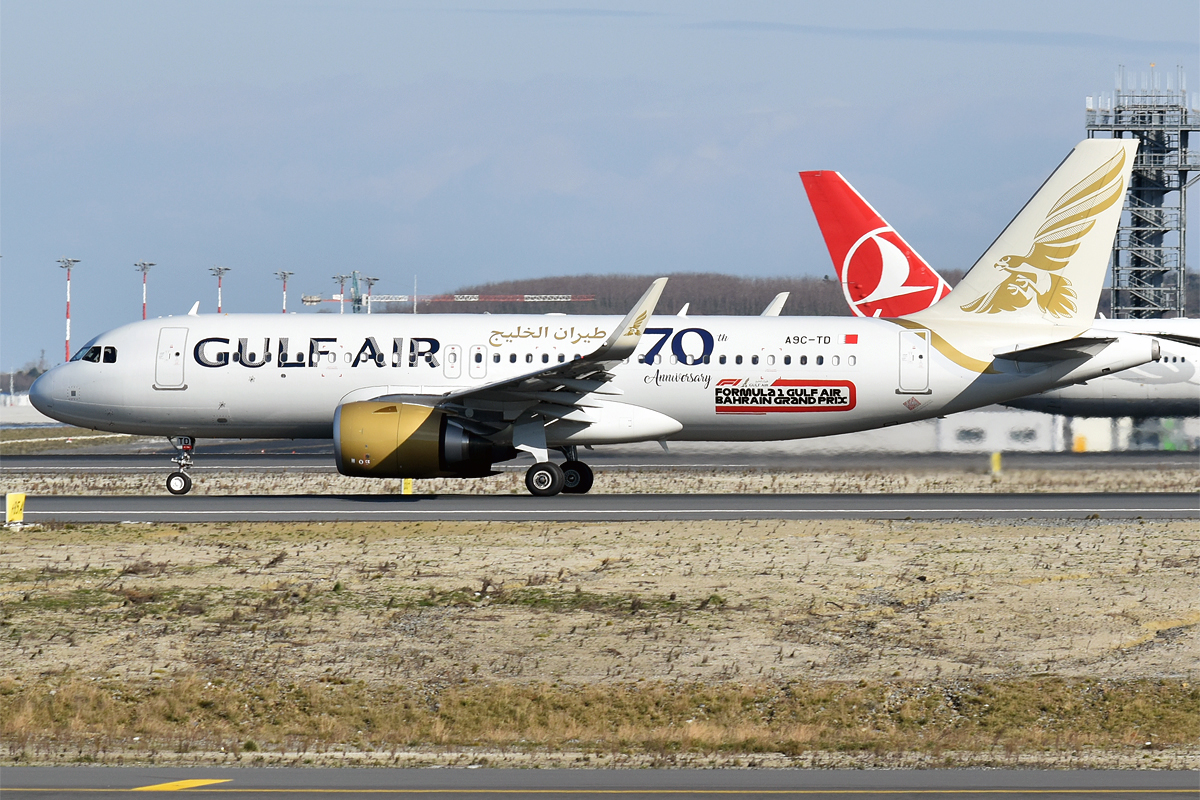
Un Airbus A320neo.

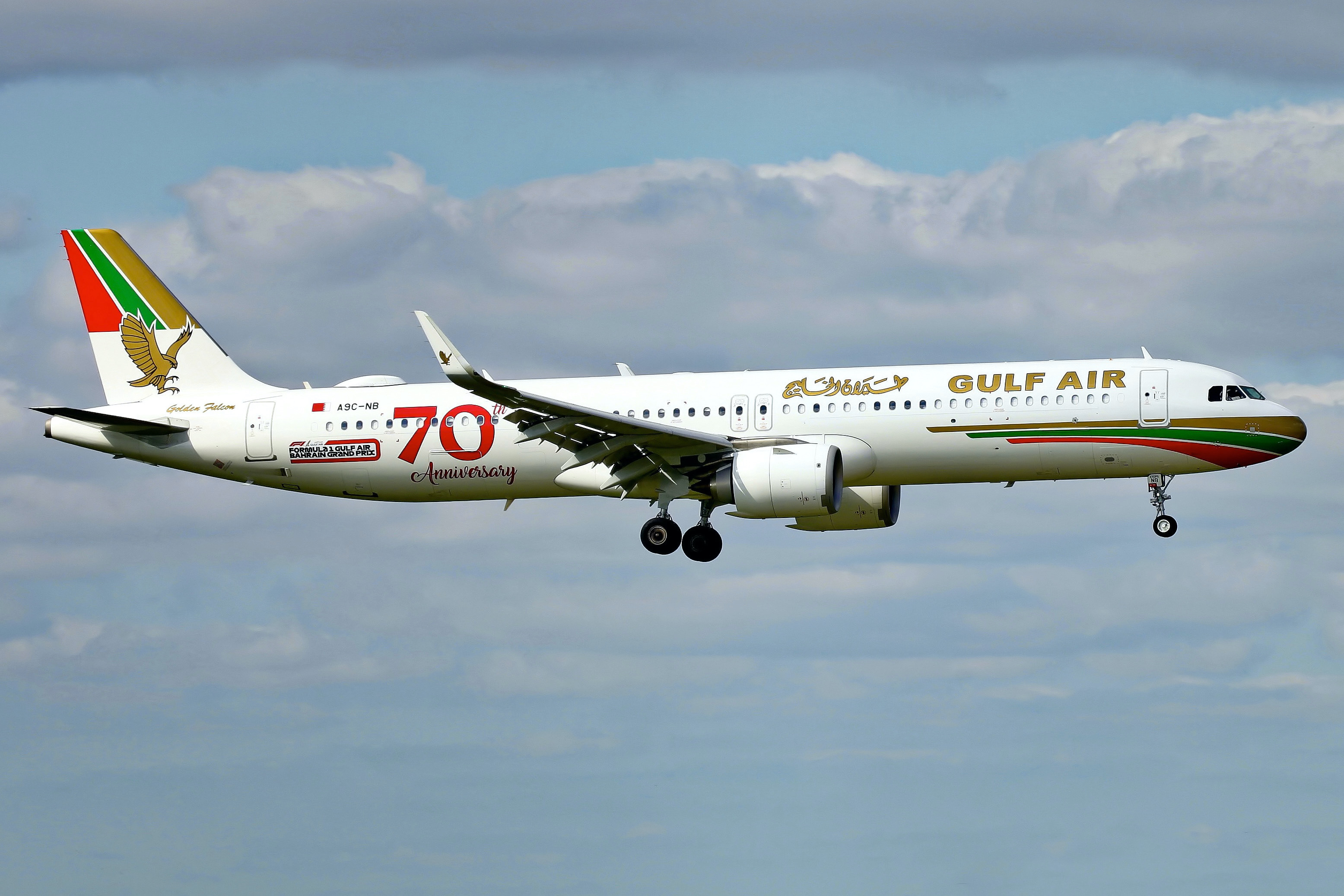
Un Airbus A320neo LR in livrea retrò.

A maggio 2025, la flotta di Gulf Air è così composta:

### Flotta storica

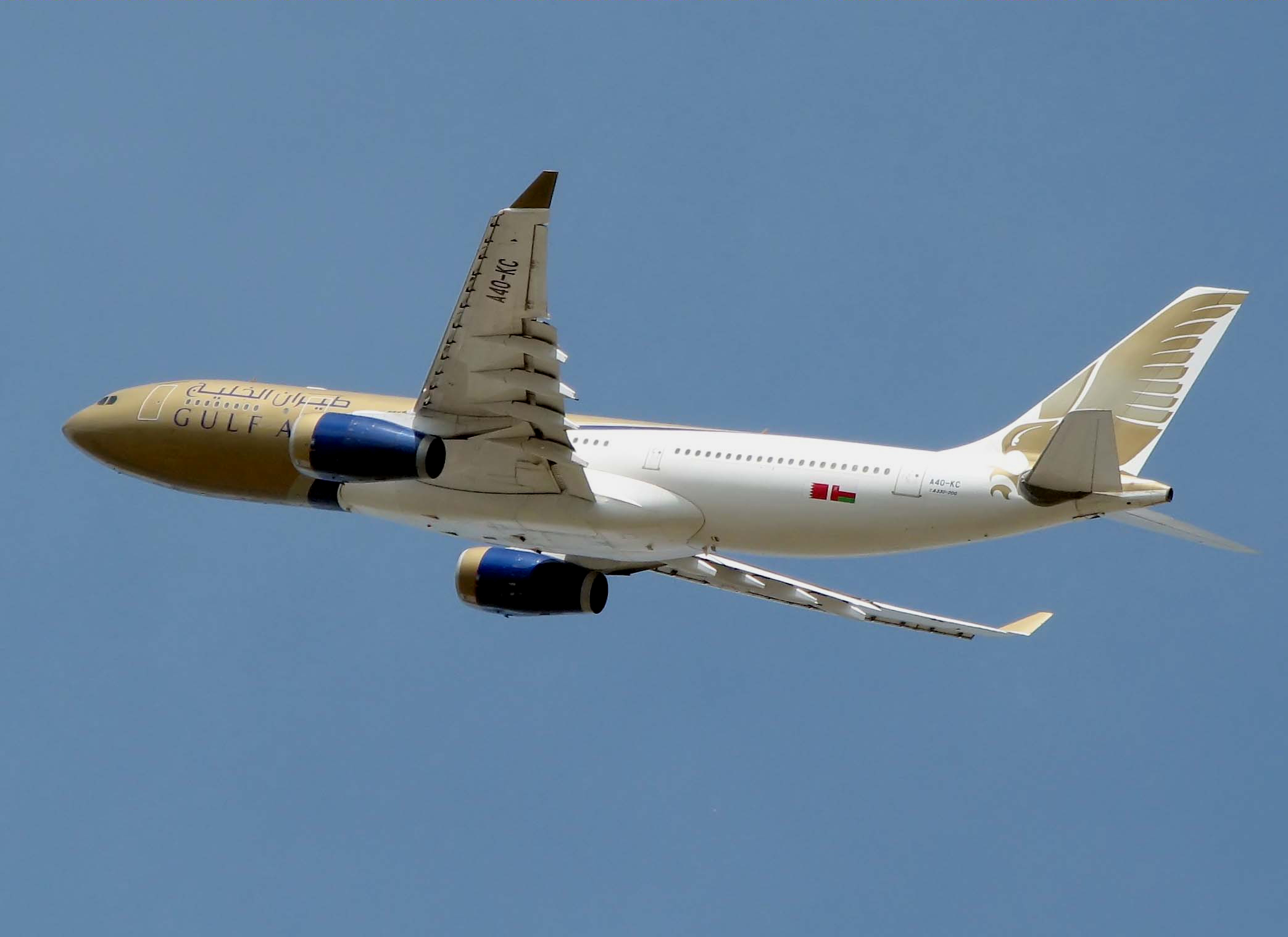
Un Airbus A330-200 all'Aeroporto di Londra-Heathrow nel 2006.

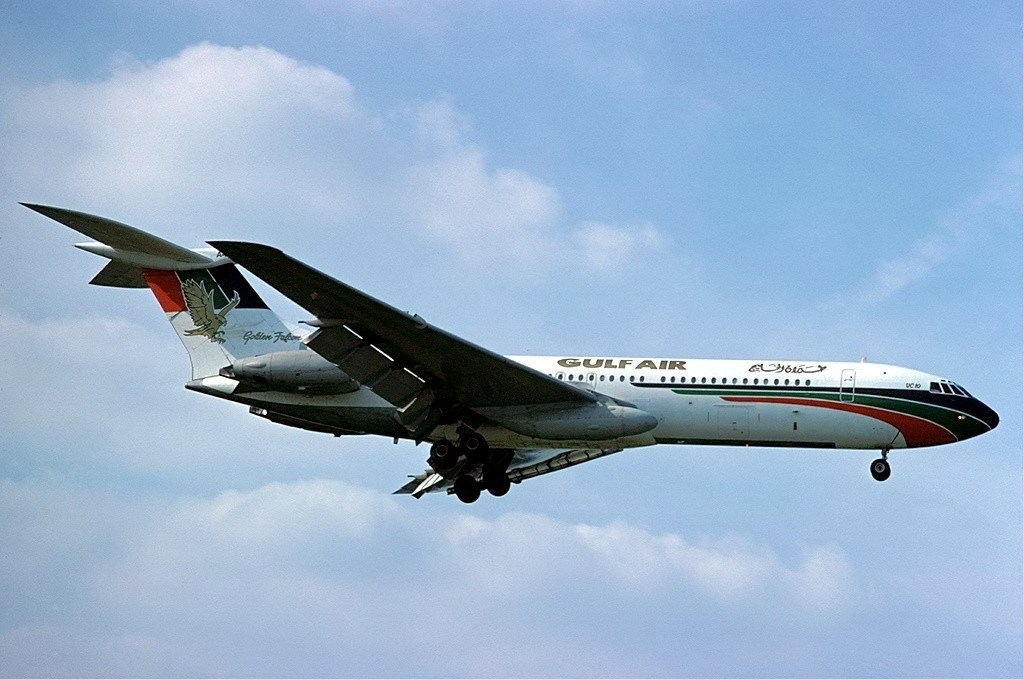
Un Vickers VC10 all'Aeroporto di Londra-Heathrow nel 1977.

Gulf Air operava in precedenza con i seguenti aeromobili:

## Incidenti
- 23 settembre 1983: il volo Gulf Air 771, operato da un Boeing 737-200, era in avvicinamento all'aeroporto Internazionale di Abu Dhabi quando esplose una bomba all'interno della stiva dell'aeromobile. L'aereo precipitò nel deserto nei pressi di Jebel Ali, provocando la morte di tutti i 107 i passeggeri e i 5 membri dell'equipaggio.[31]
- 23 agosto 2000: il volo Gulf Air 072, operato da un Airbus A320-200, precipitò in mare pochi minuti dopo aver eseguito una riattaccata in seguito al tentativo fallito di atterrare sulla pista 12 dell'aeroporto Internazionale del Bahrein. L'equipaggio soffrì di disorientamento spaziale durante la manovra e l'aereo si schiantò nelle acque poco profonde del Golfo Persico a cinque chilometri dall'aeroporto. Tutte le 143 persone a bordo dell'Airbus persero la vita. Lo schianto del volo 072 rimane il peggior disastro aereo nel territorio del Bahrein.[32]